# كالفين ويلي
كالفين ويلي هو محامي وقاضي وسياسي أمريكي، ولد في 15 سبتمبر 1776 في إيست هادام في الولايات المتحدة، وتوفي في 23 أغسطس 1858 في Stafford, Connecticut ‏ في الولايات المتحدة. نشط حزبياً في الحزب الوطني الجمهوري ‏.

## مناصب
- انتخب عضو مجلس الشيوخ الأمريكي [الإنجليزية]‏ عن دائرة Connecticut Class 3 senate seat ‏ خلال فترته النيابية [الإنجليزية]‏ (4 مارس 1829 – 4 مارس 1831).
- انتخب عضو مجلس الشيوخ الأمريكي [الإنجليزية]‏ عن دائرة Connecticut Class 3 senate seat ‏ خلال فترته النيابية [الإنجليزية]‏ (4 مارس 1827 – 4 مارس 1829).
- انتخب عضو مجلس الشيوخ الأمريكي [الإنجليزية]‏ عن دائرة Connecticut Class 3 senate seat ‏ خلال فترته النيابية [الإنجليزية]‏ (4 مايو 1825 – 4 مارس 1827).
- انتخب عضو مجلس ولاية كونيتيكت ‏.
- انتخب عضو مجلس نواب كونيتيكت ‏.
- انتخب عضو مجلس الشيوخ الأمريكي [الإنجليزية]‏.